# Protexarnis flacca
Protexarnis flacca là một loài bướm đêm trong họ Noctuidae.